# G. Rösler

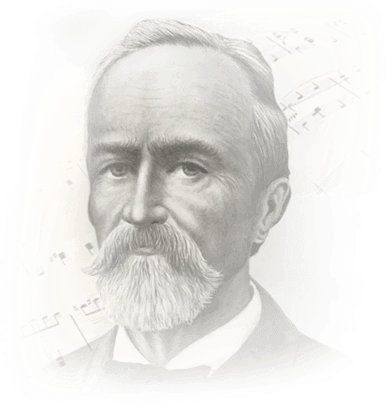
Firmengründer Gustav Rösler (1854–1891)

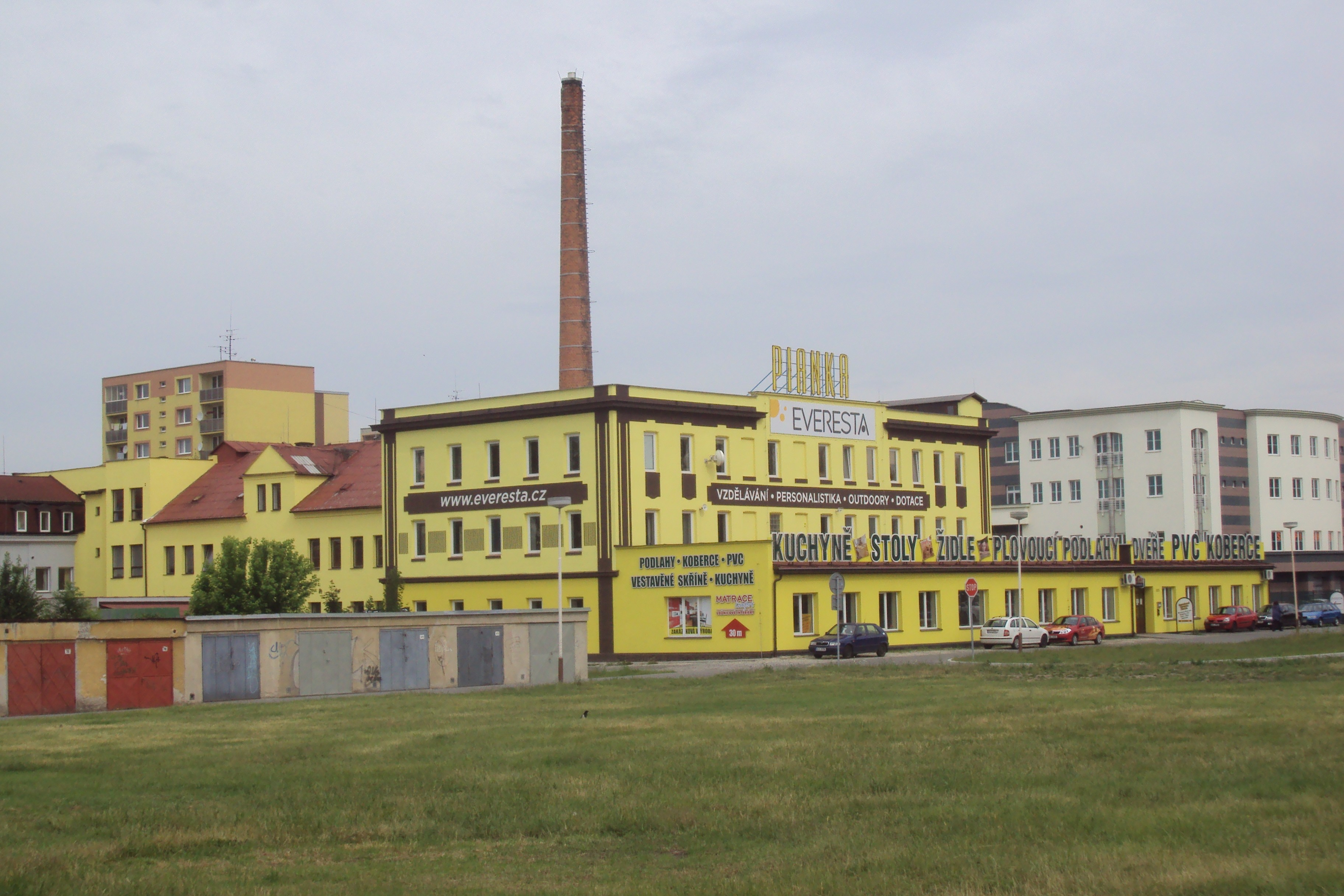
Ehem. Pianofortemanufaktur in Böhmisch Leipa (Česká Lípa)

G. Rösler ist eine tschechische Marke für Klaviere, deren Instrumente in China hergestellt werden. Die gleichnamige Pianoforte-Manufaktur befand sich seit 1882 in Böhmisch Leipa (Česká Lípa) in Nordböhmen. Sie wurde 1878 von Gustav Rösler in Žandov (Sandau) gegründet. Die Instrumente trugen einst den vollen Namen Rösler in Fraktur. Die Marke wurde 1993 vom Klavierhersteller Petrof in Hradec Králové übernommen.

## Geschichte
Gustav Rösler (* 24. Januar 1854 in Zwickau i. B; † 27. Dezember 1891 in Böhmisch Leipa) war der Firmengründer. Nach seinem Tod 1891 führte dessen Frau das Unternehmen weiter, bis 1899 sein Bruder Ludwig Gatter die Fabrik übernahm, vergrößerte und modernisierte. Unter der Leitung des neuen Eigentümers Ludwig Gatter expandierte das Unternehmen auf dem Inlandsmarkt in Österreich-Ungarn und wurde k. u. k. Hoflieferant. Exporte erfolgten insbesondere nach Großbritannien und Südafrika. Nach der Gründung der Tschechoslowakischen Republik 1918 führte der Sohn von Ludwig Gatter das Unternehmen weiter und die Rösler-Instrumente wurden in 18 Länder exportiert. Nach dem Zweiten Weltkrieg und der Vertreibung der Deutschen wurde Antonín Duda zum Direktor der Firma ernannt. Zu dieser Zeit produzierte das Unternehmen bis zu zehn Klaviere pro Monat. Nach dem Februarumsturz im Jahre 1948 wurde die Manufaktur verstaatlicht. Im Jahr 1993 wurde die Manufaktur von der Klavierbauerfirma Petrof übernommen, der als größter Klavierhersteller Europas gilt. Sämtliche Klaviere der Marke Rösler werden heute von Petrof im tschechischen Hradec Králové entwickelt und in China gefertigt.